# Rochefort-du-Gard
Rochefort-du-Gard – miejscowość i gmina we Francji, w regionie Oksytania, w departamencie Gard.
Według danych na rok 1990 gminę zamieszkiwało 4107 osób, a gęstość zaludnienia wynosiła 121 osób/km² (wśród 1545 gmin Langwedocji-Roussillon Rochefort-du-Gard plasuje się na 83. miejscu pod względem liczby ludności, natomiast pod względem powierzchni na miejscu 144.).